# 라술 감자토프
라술 감자토비치 감자토프(러시아어: Расул Гамзатович Гамзатов, 아바르어: ХӀамзатил Расул, 1923년 9월 8일 ~ 2003년 11월 3일)는 러시아의 시인이다. 캅카스 지방에 거주하는 민족인 아바르족을 대표하는 시인이기도 하다.

## 생애
캅카스산맥 북동부에 위치한 다게스탄 공화국의 차다 마을에서 태어났다. 감자토프의 아버지인 감자트 차다사는 아바르족 출신 시인이었고 옛부터 산악 지대에서 전해오는 음유 시인의 시를 승계받았다고 한다. 11세 시절에는 비행기가 처음 상륙하던 공터로 달려가서 현지 소년들과 함께 처음으로 시를 쓰기 시작했는데 감자토프의 아버지는 시를 쓰는 방법을 가르쳐 준 선생님이기도 하다.
1943년에는 아바르어로 집필한 자신의 첫 시집인 《격렬한 사랑과 불타는 증오》(러시아어: Пламенная любовь и жгучая ненависть)를 발표했고 1945년부터 1950년까지 러시아 모스크바에 위치한 막심 고리키 문학 대학에 재학했다. 또한 알렉산드르 푸시킨, 미하일 레르몬토프, 블라디미르 마야콥스키, 세르게이 예세닌의 문학 작품을 아바르어로 번역했다.
다게스탄 자치 소비에트 사회주의 공화국 최고 소비에트 의원, 다게스탄 자치 소비에트 사회주의 공화국 최고 소비에트 부의장, 소련 최고 소비에트 의원 겸 위원을 역임했으며 다게스탄 작가 동맹 대표, 러시아 작가 동맹 대표, 소련 작가 동맹 대표, 아시아·아프리카 작가 연대 위원, 소련 레닌상·국가상 위원회 위원, 소련 평화방위위원회 위원, 아시아 작가회의 대의원 등을 역임했을 정도로 소련의 문학 관련 단체와 정치 기구에서 주요 관직을 역임했다. 1973년에는 소련의 반체제 인사인 안드레이 사하로프, 알렉산드르 솔제니친을 공개적으로 비난하는 소련 작가 동맹의 서한을 공동 발표했다.
1968년에는 이오시프 코브존의 노래 《백학》(러시아어: Журавли)의 가사를 작사했는데 이 노래는 제2차 세계 대전에서 전사한 소련 병사들을 추모하는 내용을 소재로 하고 있다. 그 외에 시집 《내가 태어난 해》(1950년), 《우리 할아버지》(1957년), 《높은 별》(1962년), 《나의 다게스탄》(1967년), 《사랑의 책》(1974년), 《산의 노래》(1980년), 《여자들의 섬》(1982년), 《20세기》(1983년), 《캅카스의 폭풍우가 치는 날》(1989년) 등의 시집을 발표했는데 캅카스산맥의 자연, 풍속, 사랑, 우정을 소재로 한 시 작품이 특징이다.
1952년에는 소련 정부로부터 스탈린상을 받았으며 1963년에는 레닌상을 받았다. 그 외에 소련 정부로부터 레닌 훈장(1960년 5월 4일, 1973년 9월 7일, 1974년 9월 27일, 1983년 9월 7일), 노동적기훈장(1967년 10월 28일), 사회주의 노동영웅 칭호(1974년 9월 27일)를 받았고 1981년에는 불가리아 정부로부터 국제 보테프상을 받았다. 1993년 9월 6일에는 러시아 정부보루터 러시아의 다양한 문학과 유익한 사회 활동의 발전에 관한 공로를 인정받아 우정훈장을 받았고 1999년 4월 18일에는 러시아의 다양한 문화 발전에 관한 공로를 인정받아 조국공훈훈장을 받았다.
2003년 9월 8일에는 러시아 정부로부터 러시아의 국가 문학 발전과 공익적인 사회 활동의 발전에 관한 공로를 인정받아 성 안드레아 훈장을 받았다. 2003년 11월 3일에 러시아 모스크바에서 향년 80세를 일기로 사망했으며 2013년 7월 5일에는 모스크바에 위치한 야우스스키 대로에서 라술 감자토프 기념비가 공개되었다.